# Kleine Scheidegg
Die Kleine Scheidegg ist die Passhöhe (2061 m ü. M.) zwischen Eiger (3967 m ü. M.) und Lauberhorn (2472 m ü. M.) im Berner Oberland in der Schweiz, die Grindelwald mit Lauterbrunnen verbindet. Auf der Kleinen Scheidegg befinden sich Hotels, Restaurants, Skilifte sowie der Bahnhof der beiden Zahnradbahnen Wengernalpbahn und Jungfraubahn.

## Erschließung
Die Wengernalpbahn führt von Lauterbrunnen und Wengen über die Kleine Scheidegg nach Grindelwald. Die Jungfraubahn führt von dort durch Eiger und Mönch hinauf zum Jungfraujoch. Erstere wurde im Jahr 1893 fertiggestellt. Im Sommer 1896 wurde mit dem Bau der Jungfraubahn begonnen. 1898 wurde der Abschnitt bis zum Bahnhof Eigergletscher in Betrieb genommen; 1912 wurde die ganze neun Kilometer lange Strecke bis zum Jungfraujoch in Betrieb genommen. Der Tourismus hatte sich aber schon vor dem Bau der Bahnen entwickelt: Seit dem Ende des 18. Jahrhunderts besuchten Reisende auf Grand Tour das Berner Oberland und wanderten über die Kleine Scheidegg. Ein erstes Hotel für Touristen wurde 1840 erbaut. Mitte der 1920er Jahre waren die Hotels erstmals auch den Winter über geöffnet. 1941 wurde der Skilift aufs Lauberhorn erbaut.

«Die Kleine Scheidegg wird alljährlich von ungezählten Touristenscharen besucht, welchen so schon lebhaften Verkehr die Eröffnung der Jungfraubahn noch bedeutend gesteigert hat.»

Die Kleine Scheidegg ist bekannt für das eindrückliche Panorama mit dem Dreigestirn Eiger, Mönch (4110 m ü. M.) und Jungfrau (4158 m ü. M.) und zahlreichen Gletschern. Zudem bietet sich hier eine gute Einsicht in die Eiger-Nordwand, um Bergsteiger in der Wand mit dem Fernglas zu verfolgen.
Im Winter ist die Kleine Scheidegg – zusammen mit dem Männlichen – Mittelpunkt eines ausgedehnten Skigebiets rund um Grindelwald und Wengen. Am oberhalb der Scheidegg gelegenen Lauberhorn befindet sich der Start des bekannten Lauberhornrennens.
Seit 1993 ist die Kleine Scheidegg jedes Jahr im September Ziel des Jungfrau-Marathons, der in Interlaken startet. Von 1998 bis 2020 wurde auf der Kleinen Scheidegg jeweils zum Abschluss der Wintersaison das Snowpenair mit bis zu 10.000 Zuschauern veranstaltet. Eine Einigung bezüglich einer Einsprache gegen den Bau der V-Bahn sah vor, das Festival nicht länger durchzuführen.

## Bilder

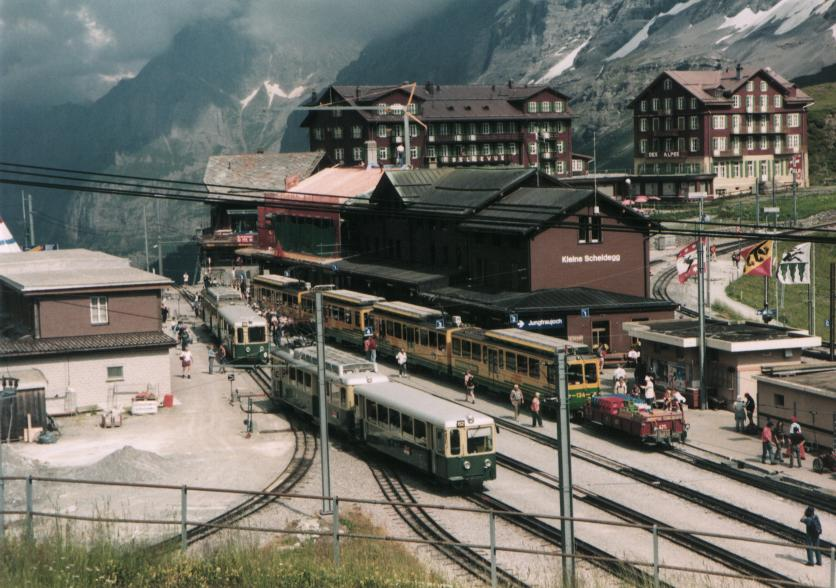
Bahnstation am Kulminationspunkt
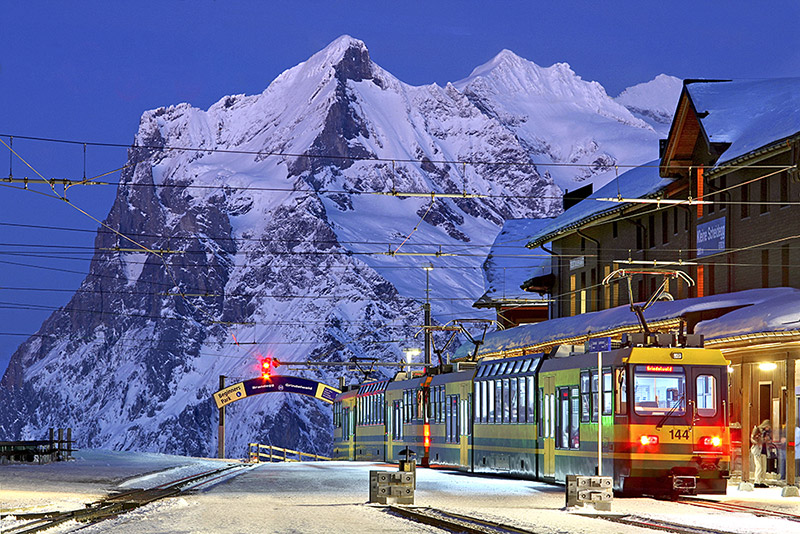
Winterabend mit Zug der Wengernalpbahn und Wetterhorn im Hintergrund

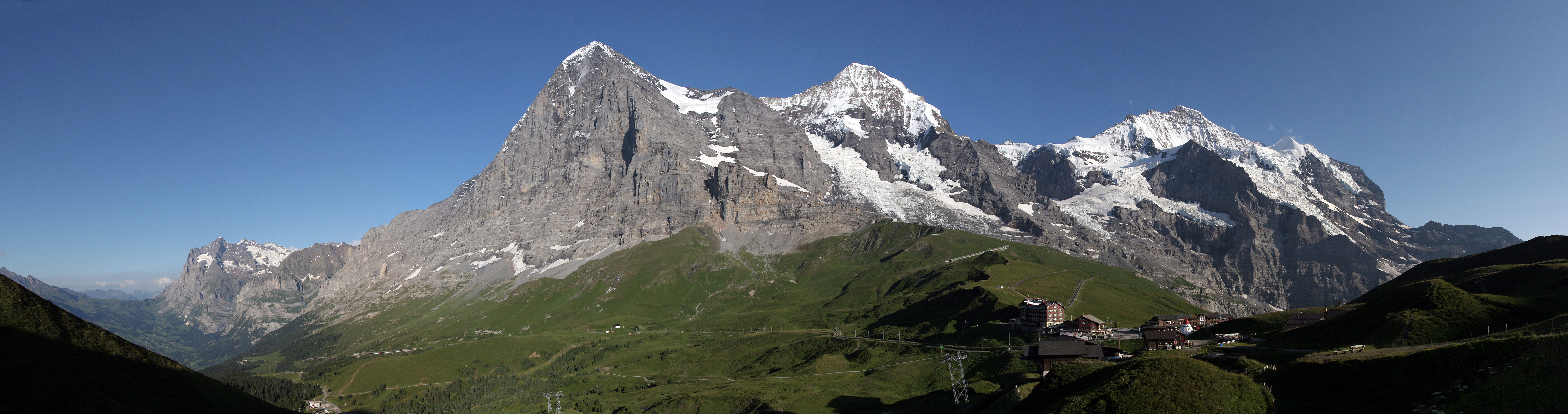
180°-Panorama oberhalb der Kleinen Scheidegg (Vordergrund) mit Wetterhorn, Eiger, Mönch und Jungfrau